# Stoebe passerinoides
Espèce
Stoebe passerinoides, le branle blanc, est une espèce de plantes à fleurs de la famille des Asteraceae, endémique de l'île de La Réunion, caractéristique des landes et fruticées d'altitude.

## Description
Stoebe passerinoides est un arbrisseau densément ramifié qui peut atteindre en situations exceptionnelles 4 m de hauteur mais qui dans les conditions écologiques où il est le plus fréquemment rencontré est de taille beaucoup plus modeste, voire reste prostré au plus près du sol.

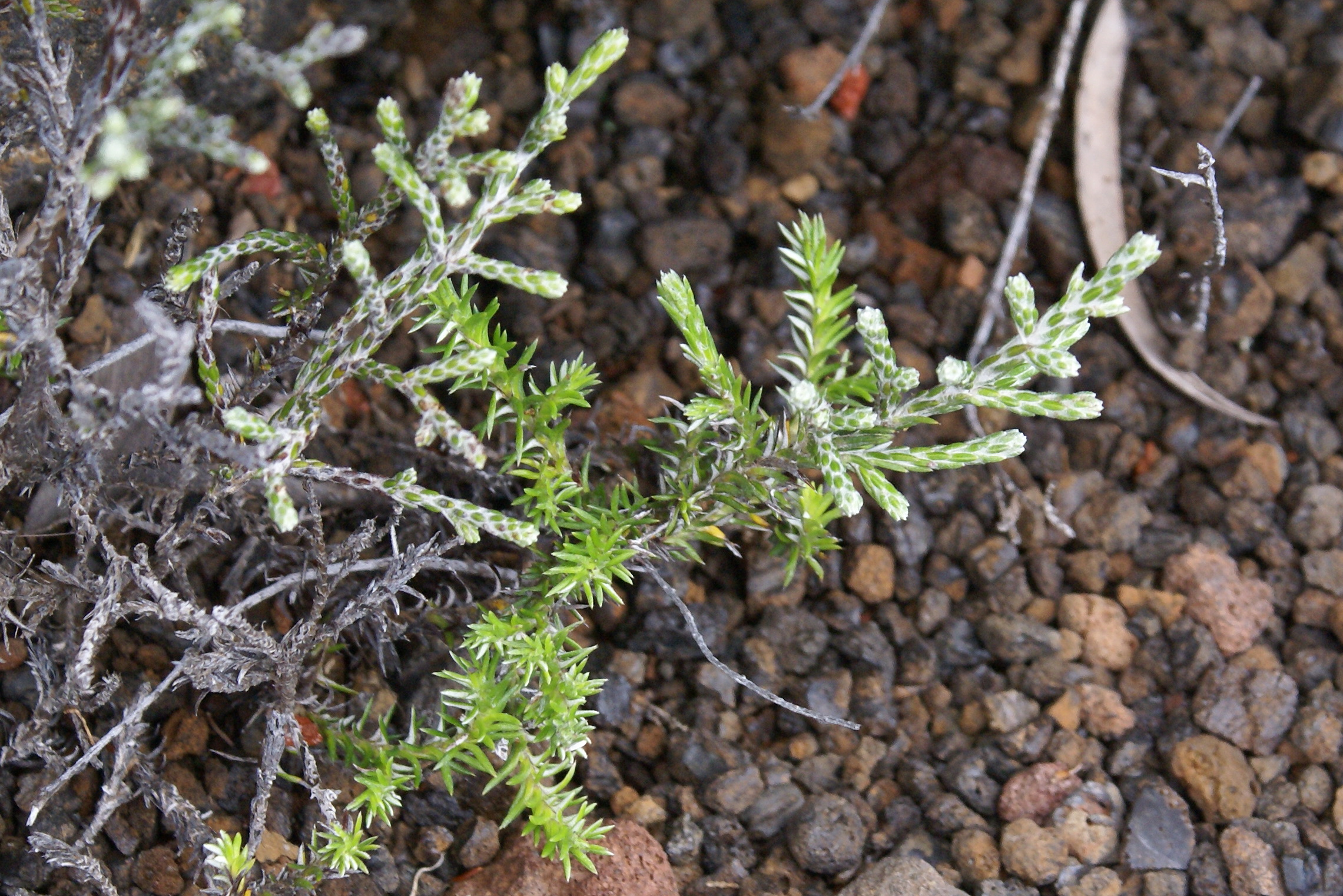
Le feuillage du branle blanc change de forme au cours du développement de plante.

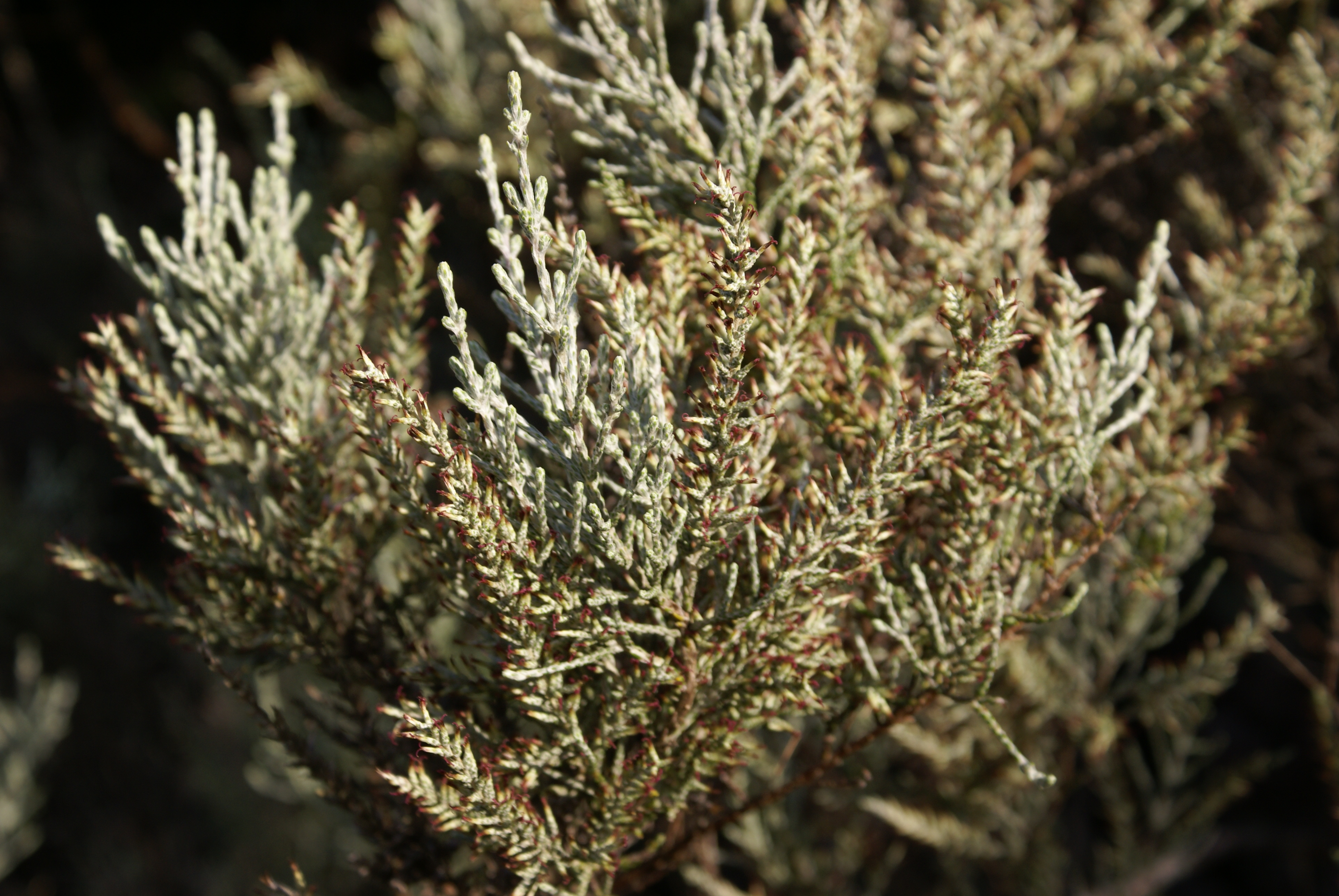
Rameau fleuri de branle blanc.

C'est une plante hétérophylle. Le premier type de feuillage, composé de petites aiguilles verdâtres, écartées de la tige, caractérise la phase juvénile et subsiste sur les individus qui se développent en forêt. Les feuilles du second type, appliquées contre la tige, ressemblent plus à de petites écailles. Leur base est enveloppée d'un enchevêtrement de poils blancs, ce qui donne alors à la plante un aspect général blanchâtre. Cette deuxième morphologie est typique des individus des landes d'altitude qui se développent en pleine lumière.
La floraison, quoique souvent abondante, reste discrète. Les capitules, comble pour un représentant d'une famille caractérisée par ses fleurs composées, ne comportent qu'un seul fleuron tubulé qui est de couleur brune. Ces petits capitules sont eux-mêmes rassemblés en épis au sommet des rameaux. La fructification produit des akènes à pappus plumeux.

## Appellations
Le nom scientifique du genre, Stoebe, fait référence à la stébée (« stœbe ») des Anciens, une plante médicinale que Théophraste, Dioscoride et Pline décrivaient comme commune mais que les botanistes modernes ne réussirent pas à identifier avec certitude. Pour couper court à toutes spéculations, Linné décida d'en attribuer le nom à un genre de plantes originaires d'Afrique australe. Quant au nom de l'espèce, passerinoides, il évoque une ressemblance avec la Passerine hérissée (Thymelaea hirsuta), un arbuste des maquis méditerranéens.
Le nom vernaculaire le plus usité, « branle blanc », comprend le nom « branle » qui est une variante,  de « brande » et qui peut désigner des bruyères ou des landes elles-mêmes dominées généralement par les bruyères. L'origine est germanique (« das Brand » : le tison) et fait allusion au feu, soit que les bruyères pouvaient servir de brandons, soit que la lande était l'expression d'une régression de la végétation sous l'effet d'incendies répétés. Actuellement, en France métropolitaine, une « brande » désigne le plus souvent la bruyère à balais (Erica scoparia), avec laquelle on fabrique  encore aujourd'hui des panneaux de clôture. Bien que le branle blanc ne soit aucunement apparenté aux bruyères, il présente des caractères d'apparence convergents et fait partie de ce qui est appelé aux Mascareignes la végétation éricoïde (c'est-à-dire qui ressemble au genre Erica, le genre des bruyères). L'épithète « blanc » s'applique évidemment à la couleur blanchâtre du feuillage et permet notamment de marquer la différence avec le branle vert (Erica reunionensis).
Les appellations « Bois Adam » ou « Bois galeux » pour Stoebe passerinoides sont également citées par Cordemoy mais ne semblent plus guère en usage.

## Écologie

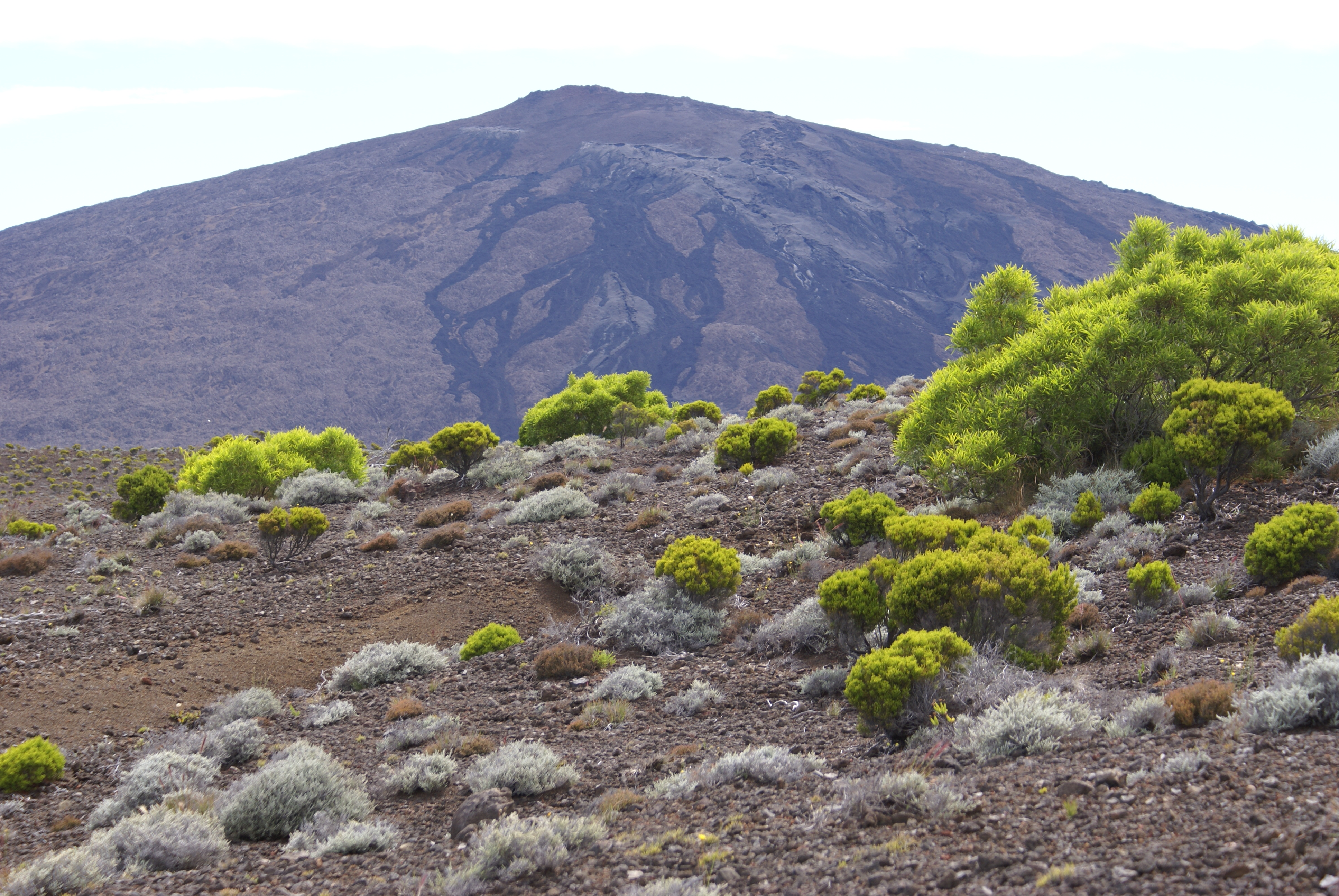
Les touffes blanchâtres de branle blanc se mêlent, devant le piton de la Fournaise à celles du branle vert, du thym marron ou de buissons rabougris de tamarin des Hauts.

Stoebe passerinoides est typiquement une espèce pionnière à vie courte. Elle est capable de coloniser des substrats minéraux grossièrement divisés. C'est l'espèce dominante des zones sommitales, au-dessus de 2 500 m, où elle forme des touffes basses et disjointes. Elle est également l'une des composantes principales des formations éricoïdes d'altitude à Erica reunionensis. Plus bas, potentiellement à toutes altitudes, elle est encore présente dans les fourrés arbustifs, mais plus discrètement, avec un développement en hauteur plus important et la prédominance d'un feuillage de type juvénile.

## Utilisations

### Restauration écologique
En raison de son caractère pionnier, Stoebe passerinoides est une espèce qui peut servir d'appui à une stratégie de restauration écologique en zone d'altitude.

### Plante médicinale
Le branle blanc est utilisé en mélange, sous forme de macération alcoolique,  par divers tisaneurs de La Réunion pour soigner les rhumatismes par frictionnements. La plante est probablement toxique, car contenant des hétérosides cyanogénétiques, et n'est pas utilisée par voie interne.